# Carl Jacob Ström
Carl Jacob Ström, född 1737, död 15 april 1800 i Stockholms stad,var en svensk fabrikör och politiker.

## Biografi
Carl Jacob Ström föddes 1737. Han var son till grosshandlaren Birger Olofsson Ström och Emerentia Henning. Ström arbetade som sidenfabrikör och var riksdagsledamot för borgarståndet i Stockholms stad vid riksdagen 1792 och riksdagen 1800, efterträddes av Erik Bohm. Han var en deklarerad rojalist och avled 1800 i Stockholm under hemresan från pågående riksdagen.

### Familj
Ström var gift med Ulrika Elisabet Ström.